# Cláudio Castro
Cláudio Bomfim de Castro e Silva (Santos, 29 de marzo de 1979) es un abogado y político brasileño, exvicegobernador de Río de Janeiro, que asumió sus funciones y poderes como gobernador interino desde la suspensión del gobernador Wilson Witzel y actual gobernador del estado desde la destitución de Witzel. Miembro del Partido Liberal (PL), según datos históricos, es el segundo vicegobernador más joven del estado en la historia, solo detrás de Roberto Silveira, quien fue elegido a los 32 años en la década de 1950. Sin embargo, es el más joven en ser elegido en el estado desde la redemocratización.

## Biografía
Se mudó a Río de Janeiro cuando era niño. En 2005, Castro se graduó en Derecho en la Universidad Federal de Río de Janeiro (UFRJ). Está casado y es padre de dos hijos. Castro es un cantante y músico católico.

### Experiencia política
En 2004, inició su trayectoria política como jefe de gabinete del exconcejal Márcio Pacheco, a quien siguió en la Asamblea Legislativa del Estado de Río de Janeiro hasta 2016, también como jefe de gabinete. En su despacho, lideró la organización de proyectos políticos en defensa de la vida, de los niños y adolescentes en situación de riesgo, de las personas con discapacidad y de lucha contra las drogas.
Cláudio Castro también fue asesor especial de la Secretaría Municipal de las Personas con Discapacidad. En 2013, trabajó como asesor especial en la Cámara de Diputados, en Brasilia.
En 2016, Castro fue electo a la Cámara Municipal con 10 262 votos, siendo el 56° candidato más votado. Llegó después de un primer intento fallido en 2012, cuando recibió 8 298 votos.
El 6 de agosto de 2018, el Partido Social Cristiano (PSC) confirmó que el concejal Cláudio Castro sería candidato a Vicegobernador de Río de Janeiro junto al juez federal Wilson Witzel, y que el partido no formaría ninguna coalición.
Con el 59,87% (4 675 355) de los votos válidos, Witzel y Castro fueron elegidos el 28 de octubre de 2018 para un mandato de cuatro años, a partir del 1 de enero de 2019.
Castro prestó juramento como gobernador de Río de Janeiro, luego de la destitución de Wilson Witzel el 1 de mayo de 2021. El 26 de mayo de 2021, Castro se unió al Partido Liberal.